# 먹고 보는 형제들
《먹고 보는 형제들》은 프로 먹방러들의 리얼 해외 먹방 여행기를 그린 새 예능 프로그램이다. 짧게 먹보형이라고 한다.

## 출연진
- 김준현
- 문세윤

## 시즌 2 게스트
- 김선호 (1회 ~ 4회)
- 정혁, 엄지윤 (5회 ~ 8회)